# Ralph Greystoke, 1. Baron Greystoke
Ralph Greystoke, 1. Baron Greystoke (auch de Greystock) (* 15. August 1299; † 14. Juli 1323 in Gateshead) war ein englischer Adliger, Militär und Politiker.
Ralph Greystoke war der älteste Sohn Robert FitzRalph und dessen Frau Elizabeth Neville, einer Tochter von Ralph Nevile aus Scotton in Lincolnshire. Sein Vater war ein Kronvasall, der im Besitz von Greystoke Castle bei Penrith und von weiteren Besitzungen in Cumberland, Yorkshire und Northumberland war. Sein Vater hatte als Sohn von Ralph Fitzwilliam, 1. Baron Fitzwilliam Anspruch auf den Titel Baron Fitzwilliam, doch er wurde zu keinem Parlament geladen. Ralph erbte nach dem Tod seines Vaters im April 1317 dessen Besitzungen und nannte sich nach dem Familiensitz Greystoke. Durch writ of summons wurde er am 15. Mai 1321 zu einem englischen Parlament geladen, weshalb er als erster Baron Greystoke gilt. Über sein Leben ist sonst nur wenig bekannt. Während der Rebellion von Thomas of Lancaster, 2. Earl of Lancaster gehörte er dem königlichen Heer an, das im März 1322 das Heer der Rebellen in der Schlacht bei Boroughbridge entscheidend schlug. Er starb aber bereits im nächsten Jahr, angeblich wurde er vergiftet.
Greystoke hatte nach dem 25. November 1317 Alice de Audley geheiratet, eine Tochter von Hugh Audley, 1. Baron Audley of Stratton Audley und dessen Frau Isolt de Balun. Mit ihr hatte er einen Sohn:
- William Greystoke, 2. Baron Greystoke (1321–1359)

Dieser wurde nach seinem frühen Tod sein Erbe. Seine Witwe heiratete nach 1326 in zweiter Ehe Ralph Neville, 2. Baron Neville, der auch die Vormundschaft über Greystokes Sohn übernahm.